# DR Klassisk
DR Klassisk är en dansk radiokanal driven av Danmarks Radio som enbart sänder klassisk musik. Kanalen sänder egna program från 8.00 till midnatt och samsänder med DR P2 nattetid. Kanalen finns tillgänglig via satellitradio, danska kabelnät, dansk DAB-radio samt via Internet i hela världen.